# Tauranga City AFC
Der Tauranga City Association Football Club ist ein neuseeländischer Fußballklub aus Tauranga in der Bay of Plenty.

## Geschichte
Der Klub wurde ursprünglich im Jahr 1964 bereits als Tauranga City gegründet. Im Jahr 2000 änderte man seinen Namen dann kurzzeitig in Tauranga City United, als ein Zeichen des guten Willens, weil die lokale Verwaltung die Links Avenue als neue Heimspielstätte des Klubs bestimmte. Hier hatte zuvor der im Jahr 1998 aufgrund von zu hohen Schulden eingegangene Klub Mt. Maunganui AFC gespielt. Im Jahr 2018 kehrte man dann wieder zum ursprünglichen Namen zurück.

### Männer
In der Saison 1971 spielte der Klub in der Division 4 und erreichte als Meister erst die Division 3 und direkt erneut danach auch ebenfalls als Meister die Division 2. Mit nur drei Punkten stieg man aus dieser aber sofort wieder in die Division 2 ab. Nach der Saison 1977 ging es dann sogar noch einmal runter in die Division 4, aus der man aber bereits 1980 wieder zurückkam. Zur Saison 1984 schaffte man es dann sogar sich längerfristig in der Division 2 zu halten. Über den dritten Platz in der Saison 1991 stieg man zudem erstmals in die Division 1 auf. Hier wurde man dann auch Meister und schaffte so den Aufstieg in die Premier League.
In dieser Liga kann man sich aber nicht halten und stieg direkt über den letzten Platz wieder ab. Nach ein paar Jahren, in denen man kurz sogar wieder in die Division 2 abrutschte, schaffte man zur Saison 1999 die Rückkehr in Premier League. Zur Saison 2001 schaffte man auch den Sprung in die National Soccer League, da man zwar in den Playoffs um den Aufstieg unterlegen war, sich aber durch den Ausstieg von Nelson Suburbs ein zusätzlicher Platz ergeben hatte. Mit 20 Punkten endete die Saison hier auf dem siebten Platz. Nach der Folgesaison gelang es mit einem vierten Platz sich sogar hier für die Finals zu qualifizieren. Im Halbfinale ging es dann mit einem 1:0 über North Shore United ins Vorfinale gegen die Napier City Rovers, wo man dann aber mit 3:5 unterlag. Hier gelang im Chatham Cup mit der Teilnahme am Finalspiel auch der größte Erfolg in diesem Wettbewerb. Die letzte Saison der Liga verlief für den Klub dann sehr schlecht und mit nur 14 Punkten schloss man auf dem letzten Platz diese Spielzeit 2003 ab.
Zur Runde 20004 ging es dann in die Premier League zurück, wo man sich noch bis zur Saison 2008 halten konnte. Danach musste man runter in die Division 1 und rutschte zur Saison 2011 durch eine Neueinteilung der Ligen sogar runter in die Division 2. Nach der Spielzeit 2014 stieg man aus dieser jedoch wieder auf und schaffte es kurzzeitig sogar direkt wieder in die Premier League. Als letzter ging es von hier ab auch direkt wieder runter, in die Division 1, in der man bis heute auch noch weiterspielt.